# Dejan Bruce
Jabbar Dejan Bruce (* 2. September 2002) ist ein deutscher Basketballspieler.

## Werdegang
Bruce wurde in der Basketballakademie (BBA) Ludwigsburg gefördert, spielte ab 2019 im Herrenbereich auch für die BSG Basket Ludwigsburg, mit der er 2020 Meister der Regionalliga Baden-Württemberg wurde.
Von Beginn des Spieljahres 2021/22 bis Anfang Februar 2022 stand Bruce beim CB Fuenlabrada in der vierthöchsten spanischen Liga EBA unter Vertrag, erzielte in 15 Einsätzen im Durchschnitt 5,9 Punkte sowie 4,7 Rebounds. Er ging nach Deutschland zurück und verstärkte im weiteren Verlauf des Spieljahres die BSG Basket Ludwigsburg in der 1. Regionalliga.
Bruce wechselte im Sommer 2022 zum Drittligisten BIS Baskets Speyer, erreichte während der Spielzeit 2022/23 in der 2. Bundesliga ProB in 24 Einsätzen Mittelwerte von 10,7 Punkten sowie 4,8 Rebounds je Begegnung. Zweitligist Paderborn Baskets vermeldete im Juni 2023 seine Verpflichtung. Er stieg 2024 mit der Mannschaft aus der 2. Bundesliga ProA ab.
Während der Sommerpause 2024 nahm er ein Angebot des tschechischen Erstligisten USK Prag an. Dort traf er wieder auf den US-amerikanischen Trainer David Gale, mit dem Bruce bereits in Ludwigsburg zusammengearbeitet hatte. In 41 Spielen für Prag erzielte er während der Saison 2024/25 im Durchschnitt 6,6 Punkte. Im Sommer 2025 schloss er sich dem deutschen Zweitligisten Artland Dragons an.